# Andrea Ivan
Andrea Ivan (Firenze, 9 de janeiro de 1973) é um goleiro italiano que é reserva na equipe do Atalanta BC.